# Tomarps kungsgård
Tomarps kungsgård, även stavat Tommarps kungsgård, är ett slott i Kvidinge socken i Åstorps kommun, nära Rönne å norr om Kvidinge. Dess äldsta delar härstammar från mitten av 1200-talet, då danska riksrådet och gälkaren Joen Lille var herre till egendomen, och uppfördes ursprungligen som ett fast hus vilket idag utgör del av norra delen av slottet. I senare tiders byggdes gården om och till. Efterhand utvecklades huvudbyggnaden i mitten av 1500-talet till ett ståtligt renässansslott, omgivet av vallgravar, av vilka den östra under tidigt 2000-tal restaurerats.

## Historik
Byggnadshistoriska undersökningar har visat att den norra längan är den äldsta och innehåller delar av ett kraftigt tornhus byggt omkring 1300. Vid mitten av 1400-talet förlängdes tornet till en enkelhusborg. Rester av dess gavlar finns ännu bevarade i vindsvåningen. Omkring 1550 uppfördes den västra längan som ny huvudbyggnad med port och därefter tillbyggdes den södra längan, så att man fick en trelängad gård. Till sist slöts anläggningen omkring 1650 med den östra längan med trapptorn och ett stort fyrkantigt torn. Byggnaden har sadeltak av tegel. Genom västra flygeln leder en portgång med korsvalv.
Efter fredsslutet mellan Sverige och Danmark 1658 blev egendomen en kungsgård. Idag används slottet som konsthall. År 2006 erhöll galleristerna Margareth Anderberg-Fjellström och Ulf-Melvin Fjellström Helsingborgs Dagblads kulturpris för sitt arbete på kungsgården.
Tommarp ägdes av den danske kungens riksföreståndare Jon Jonsen Lille, till Tommerup (före 1248–1307). Under åren 1445–1448 ägdes gården, som bestod av en tvåvåningslänga av tegel, av Lars Gustavsson Sparre. Den tillhörde under senare hälften av 1400-talet släkten Brostrup. Det kom därefter till ätten Gjedde. Riksamiralen Ove Gjedde var den siste danske ägaren 1616–1660. Med freden i Köpenhamn 1660 blev Tommarp ett av Bornholms vederlagsgods och överlämnat till svenska kronan. Godset blev överstelöjtnants- och sedermera översteboställe, men drogs på 1870-talet in till Statsverket och har sedan dess varit utarrenderat.

## Modern tid
Theodor Wåhlin ledde från 1917 en omfattande ombyggnad, varvid bland annat gavelrösten mot norr och söder återuppfördes. Numera förvaltas Tommarps kungsgård av Statens fastighetsverk, som 1998–2003 renoverade anläggningen interiört och också till del exteriört, bland annat vallgraven i öster. Godset har under 1900-talet minskat i areal till 300 hektar.
Sedan hösten 2020 driver Sven och Magdalena Väpnargård Tomarps Kungsgård som ett historiskt besöksmål med historiska utställningar, konstgalleri, slottsbutik, musikevenemang sommartid samt café.
Tomarps Kungsgård har en aktiv vänförening, Tomarps Kungsgårds Vänner, som verkar för kungsgårdens bevarande.